# Pinus nigra
|  | No s'ha de confondre amb Pinus mugo, Pinus uncinata, o Pi negre. |

Pinus nigra és una espècie de conífera de la família Pinaceae, pròpia del sud d'Europa i nord d'Àfrica. Antigament estesa a la conca mediterrània, ara està en fort declivi amb una àrea de distribució fragmentada i amenaçada d'extinció. Té diverses subespècies i varietats, als Països Catalans hi viu la pinassa (Pinus nigra subsp. salzmannii).

## Característiques
És un arbre de fins a 30 metres d'alçada, tot i que algunes subespècies (pallasiana i laricio) poden atènyer 50 m. Té el tronc recte i la capçada cònica, amb tendència a forma de para-sol en arbres vells. Les fulles de fins a 17 cm de llarg i 2 mm d'amplada són de color verd intens.
Les agulles de la subespècie nigra són més gruixudes i rígides, característica que es relaciona amb la seva major resistència a les gelades (-30 °C en nigra, -20 °C en salzmanii).
Floreix entre els mesos de març i maig. Les pinyes són de color marró clar de fins a 6 cm de longitud amb escudets en forma de piràmide baixa i obtusa. Les llavors, alades, es dispersen amb ajut del vent.

## Subespècies
Es tracta d'una espècie força variable i amb una àrea de dispersió fragmentada, cosa que ha afavorit la diferenciació de nombrosos fenotips que són considerats com a varietats o com a subespècies, segons els autors. Segons The Gymnosperm Database, es reconeixen cinc subespècies i un híbrid:
- Pinus nigra subsp. nigra J. F. Arnold 1785. Península balcànica i Anatòlia.[1]
- Pinus nigra subsp. dalmatica (Vis.) Franco 1943. Croàcia.[1]
- Pinus nigra subsp. laricio (Poir.) Maire 1928. Còrsega, Sicília i Calàbria.[1]
- Pinus nigra subsp. pallasiana (Lamb.) Holmboe 1914. Xipre, Crimea, Turquia i Ucraïna.[1]
- Pinus nigra subsp. salzmannii (Dunal) Franco 1943. Principalment a Espanya amb poblacions aïllades al sud-est de França, Marroc i Algèria.[1]
- Pinus × neilreichiana Reichardt 1876. Àustria. Híbrid natural entre P. nigra subsp. nigra i Pinus sylvestris.[1]

## Distribució
És una planta autòctona dels països europeus de la Mediterrània i del Marroc i Algèria al nord d'Àfrica; es troba també a Àustria, Turquia i el nord del Caucas. És espècie introduïda al centre i nord d'Europa, a les illes Britàniques, en alguns punts de Nord-amèrica i al sud-est d'Austràlia.
En el futur, a causa del canvi climàtic, s'espera que la seva distribució canviï: en el centre d'Europa, les millors condicions climàtiques per a aquesta espècie en contribuirien a l'expansió, mentre que en la regió mediterrània, l'estrès hídric que s'hi vaticina la faria retrocedir.